# 32579 Allendavia
32579 Allendavia è un asteroide della fascia principale. Scoperto nel 2001, presenta un'orbita caratterizzata da un semiasse maggiore pari a 2,3607337 UA e da un'eccentricità di 0,1189920, inclinata di 6,18998° rispetto all'eclittica.